# Andrea Pisanu
Andrea Pisanu (Cagliari, 7 gennaio 1982) è un allenatore di calcio ed ex calciatore italiano, di ruolo centrocampista.

## Caratteristiche tecniche

### Giocatore
Esterno destro capace di giocare all'occorrenza sulla fascia opposta, durante la carriera è stato schierato anche come terzino di spinta e trequartista.

## Carriera

### Giocatore

#### Club
Pisanu cresce nelle giovanili del Cagliari, in cui era considerato uno dei giovani più promettenti del calcio italiano. Debutta in Serie A all'età di 16 anni al Delle Alpi di Torino, il 20 settembre 1998, in Juventus-Cagliari, terminata col punteggio di 1-0.
Viene mandato in prestito al Siena in Serie C1, per consentirgli una crescita graduale, ma non riesce a imporsi.
In una serie di scambi di calciatori, Pisanu viene ceduto al Verona, dove viene relegato stabilmente in panchina anche per continui problemi fisici.
Nel gennaio 2004 viene girato in prestito dal Verona al Varese in Serie C1 dove realizza una rete in 13 presenze. Nell'estate successiva viene ingaggiato dal Parma, club al quale rimarrà legato per parecchi anni, dove realizza la sua prima rete in A in 17 presenze.
Dopo l'infortunio di Marco Marchionni diventa, per un periodo di 5 mesi, il titolare fisso della squadra crociata allenata da Pietro Carmignani.
Durante la stagione 2005/06 si infortuna e rimane fuori dai campi per 6 mesi e riportando solo 8 presenze e una rete in Serie A.
Dopo la cessione di Marco Marchionni, per la stagione 2006-2007 si aprono per lui molti spiragli per aspirare a un posto da titolare nel Parma, ma un grave infortunio e le discrete prestazioni di Andrea Gasbarroni gli impediscono di imporsi come titolare.
Nella stagione 2007-2008, partito titolare nella prima partita del campionato, segna un gol nella partita che vede il Parma opposto al Catania terminata 2-2, al 28'. Chiude la stagione con altri 3 gol.
Il 30 gennaio 2010 il Bologna ne comunica l'ingaggio sulla base della comproprietà in uno scambio che ha visto accasarsi al Parma Francesco Valiani. Pisanu esordisce con la maglia del Bologna, subentrando ad Adailton, in occasione della partita Bologna-Parma, del 25 aprile 2010 terminata 2-1 per la squadra di casa.
Il 15 giugno 2010 le due società rinnovano la comproprietà per un anno. La stagione successiva Pisanu non colleziona nessuna presenza con i felsinei e così dopo che il Bologna ne riscatta completamente il cartellino, per il campionato 2011-12 accetta di scendere di categoria e accasarsi in prestito al Prato in Lega Pro Prima Divisione.
In Toscana vive una stagione da protagonista, trascinando con undici segnature i lanieri alla salvezza dopo aver sconfitto il Piacenza nei play-out.
Tornato a Bologna, il 4 gennaio 2013 viene ceduto in prestito ai canadesi del Montréal Impact ritrovando Marco Di Vaio, ex capitano dei felsinei.
Il 3 gennaio 2014 dopo essere tornato al Bologna viene ceduto nuovamente in prestito al Prato.
L'8 agosto 2014 viene ceduto in prestito alla società maltese dello Sliema Wanderers e il 6 maggio 2015 annuncia in un'intervista di volersi ritirare al termine della stagione.

#### Nazionale
Conta 29 convocazioni e 25 presenze nelle Nazionali giovanili azzurre.

### Allenatore
Si ispira all'allenatore argentino Marcelo Bielsa, che accredita quale modello di riferimento in virtù dell'affinità nell'applicare al calcio peculiari principi filosofici . Schiera le sue squadre variando, in funzione della chiave tattica, dal 3-4-3 a moduli con linea difensiva a quattro, prediligendo uno stile di gioco propositivo e incentrato sulla costruzione.
Fra il 2016 e il 2018 Pisanu ha allenato il Melita, squadra rappresentante la cittadina maltese di St. Julian's.
Nel febbraio 2020, dopo aver iniziato la stagione come assistente allenatore di Jacques Scerri al Balzan, è stato nominato allenatore dello Sliema Wanderers, in sostituzione dell'esonerato Alfonso Greco. Concluso il campionato al 10º posto, resta in carica per la stagione successiva, portando la squadra al 5º posto nella stagione 2020-2021. Nel febbraio 2022 rescinde consensualmente il contratto con la squadra..
Nel luglio 2022 si accorda con gli Hibernians, detentori del titolo maltese, prendendo il posto di Stefano Sanderra. Nel dicembre dello stesso anno conquista il suo primo trofeo da allenatore, vincendo la supercoppa di Malta. Il 6 febbraio 2023 il club comunica la rescissione consensuale del contratto con l'allenatore italiano, a causa di una serie di risultati negativi in campionato.

## Statistiche

### Presenze e reti nei club
| Stagione        | Squadra          | Campionato      | Campionato | Campionato | Coppe nazionali | Coppe nazionali | Coppe nazionali | Coppe continentali | Coppe continentali | Coppe continentali | Altre coppe | Altre coppe | Altre coppe | Totale | Totale |
| Stagione        | Squadra          | Comp            | Pres       | Reti       | Comp            | Pres            | Reti            | Comp               | Pres               | Reti               | Comp        | Pres        | Reti        | Pres   | Reti   |
| --------------- | ---------------- | --------------- | ---------- | ---------- | --------------- | --------------- | --------------- | ------------------ | ------------------ | ------------------ | ----------- | ----------- | ----------- | ------ | ------ |
| 1998-1999       | Cagliari         | A               | 2          | 0          | CI              | 0               | 0               | -                  | -                  | -                  | -           | -           | -           | 2      | 0      |
| 1999-2000       | Siena            | C1              | 11         | 0          | CI-C            | ?               | ?               | -                  | -                  | -                  | -           | -           | -           | 11     | 0      |
| 2000-gen.2001   | Cagliari         | B               | 0          | 0          | CI              | 0               | 0               | -                  | -                  | -                  | -           | -           | -           | 0      | 0      |
| Totale Cagliari | Totale Cagliari  | Totale Cagliari | 2          | 0          |                 | 0               | 0               |                    |                    |                    |             |             |             | 2      | 0      |
| gen.-giu. 2001  | Verona           | A               | 0          | 0          | -               | -               | -               | -                  | -                  | -                  | -           | -           | -           | 0      | 0      |
| 2001-2002       | Verona           | A               | 0          | 0          | CI              | 0               | 0               | -                  | -                  | -                  | -           | -           | -           | 0      | 0      |
| 2002-2003       | Verona           | B               | 12         | 1          | CI              | 0               | 0               | -                  | -                  | -                  | -           | -           | -           | 12     | 1      |
| 2003-gen. 2004  | Verona           | B               | 14         | 1          | CI              | 0               | 0               | -                  | -                  | -                  | -           | -           | -           | 14     | 1      |
| Totale Verona   | Totale Verona    | Totale Verona   | 26         | 2          |                 | 0               | 0               |                    |                    |                    |             |             |             | 26     | 2      |
| gen.-giu. 2004  | Varese           | C1              | 13+2       | 1+0        | -               | -               | -               | -                  | -                  | -                  | -           | -           | -           | 15     | 1      |
| 2004-2005       | Parma            | A               | 17         | 1          | CI              | 2               | 0               | CU                 | 10                 | 3                  | -           | -           | -           | 29     | 4      |
| 2005-2006       | Parma            | A               | 8          | 1          | CI              | 2               | 0               | -                  | -                  | -                  | -           | -           | -           | 10     | 1      |
| 2006-2007       | Parma            | A               | 20         | 0          | CI              | 1               | 0               | CU                 | 5                  | 0                  | -           | -           | -           | 26     | 0      |
| 2007-2008       | Parma            | A               | 26         | 4          | CI              | 0               | 0               | -                  | -                  | -                  | -           | -           | -           | 26     | 4      |
| 2008-2009       | Parma            | B               | 11         | 2          | CI              | 2               | 0               | -                  | -                  | -                  | -           | -           | -           | 13     | 2      |
| 2009-gen.2010   | Parma            | A               | 0          | 0          | CI              | 0               | 0               | -                  | -                  | -                  | -           | -           | -           | 0      | 0      |
| Totale Parma    | Totale Parma     | Totale Parma    | 82         | 8          |                 | 7               | 0               |                    | 15                 | 3                  |             |             |             | 104    | 11     |
| gen.-giu. 2010  | Bologna          | A               | 2          | 0          | CI              | -               | -               | -                  | -                  | -                  | -           | -           | -           | 2      | 0      |
| 2010-2011       | Bologna          | A               | 0          | 0          | CI              | 1               | 0               | -                  | -                  | -                  | -           | -           | -           | 1      | 0      |
| 2011-2012       | Prato            | 1D              | 24+2       | 11+0       | CI              | 0               | 0               | -                  | -                  | -                  | -           | -           | -           | 26     | 11     |
| 2012-gen. 2013  | Bologna          | A               | 0          | 0          | CI              | 0               | 0               | -                  | -                  | -                  | -           | -           | -           | 0      | 0      |
| Totale Bologna  | Totale Bologna   | Totale Bologna  | 2          | 0          |                 | 1               | 0               | -                  | -                  | -                  | -           | -           | -           | 3      | 0      |
| 2013            | Montréal Impact  | MLS             | 14+1       | 1+0        | CC              | 1               | 0               | CCL                | 1                  | 0                  | -           | -           | -           | 17     | 1      |
| gen.-giu. 2014  | Prato            | 1D              | 10         | 2          | CI-LP           | -               | -               | -                  | -                  | -                  | -           | -           | -           | 10     | 2      |
| Totale Prato    | Totale Prato     | Totale Prato    | 34+2       | 13         |                 | 0               | 0               | -                  | -                  | -                  | -           | -           | -           | 36     | 13     |
| 2014-2015       | Sliema Wanderers | PL              | 25         | 5          |                 | -               | -               | -                  | -                  | -                  | -           | -           | -           | 25     | 5      |
| Totale carriera | Totale carriera  | Totale carriera | 223        | 30         |                 | 9               | 0               |                    | 16                 | 3                  |             |             |             | 248    | 33     |

### Statistiche da allenatore
Statistiche aggiornate al 20 agosto 2022.
| Stagione  | Squadra          | Campionato | Campionato | Campionato | Campionato | Campionato | Coppe nazionali | Coppe nazionali | Coppe nazionali | Coppe nazionali | Coppe nazionali | Coppe continentali | Coppe continentali | Coppe continentali | Coppe continentali | Coppe continentali | Altre coppe | Altre coppe | Altre coppe | Altre coppe | Altre coppe | Totale | Totale | Totale | Totale | % Vittorie |
| Stagione  | Squadra          | Comp       | G          | V          | N          | P          | Comp            | G               | V               | N               | P               | Comp               | G                  | V                  | N                  | P                  | Comp        | G           | V           | N           | P           | G      | V      | N      | P      | %          |
| --------- | ---------------- | ---------- | ---------- | ---------- | ---------- | ---------- | --------------- | --------------- | --------------- | --------------- | --------------- | ------------------ | ------------------ | ------------------ | ------------------ | ------------------ | ----------- | ----------- | ----------- | ----------- | ----------- | ------ | ------ | ------ | ------ | ---------- |
| 2020-2021 | Sliema Wanderers | PL         | 23         | 12         | 4          | 7          | TM              | 1               | 0               | 0               | 1               | -                  | -                  | -                  | -                  | -                  | -           | -           | -           | -           | -           | 24     | 12     | 4      | 8      | 50,00      |
| 2021-2022 | Sliema Wanderers | PL         | 19         | 2          | 5          | 12         | TM              | 1               | 1               | 0               | 0               | -                  | -                  | -                  | -                  | -                  | -           | -           | -           | -           | -           | 20     | 3      | 5      | 12     | 15,00      |
| 2022-2023 | Hibernians       | PL         | 18         | 9          | 3          | 6          | TM              | 1               | 1               | 0               | 0               | UCL +UECL          | 1+4                | 0+1                | 1+2                | 0+1                | SM          | 1           | 0           | 1           | 0           | 25     | 12     | 6      | 7      | 48,00      |

## Palmarès

### Giocatore

#### Competizioni interregionali
- Campionato italiano Serie C1: 1

Siena: 1999-2000 (girone A)

#### Competizioni nazionali
- Supercoppa di Lega di Serie C: 1

Siena: 2000
- Canadian Championship: 1

Montréal Impact: 2013

### Allenatore

#### Competizioni nazionali
- Supercoppa di Malta: 1

Hibernians: 2022

### Ritratti
- Avvenire, La filosofia di mister Pisanu, il colto maltese - Il personaggio, di Luca Farinotti, 4 novembre 2020.